# Nesodynerus paractias
Nesodynerus paractias är en stekelart som beskrevs av Perkins 1906. Nesodynerus paractias ingår i släktet Nesodynerus och familjen Eumenidae. Inga underarter finns listade i Catalogue of Life.